# Jacques de Château-Gontier
 (septembre 2013).
Si vous disposez d'ouvrages ou d'articles de référence ou si vous connaissez des sites web de qualité traitant du thème abordé ici, merci de compléter l'article en donnant les références utiles à sa vérifiabilité et en les liant à la section « Notes et références ».
Jacques de Château-Gontier est un seigneur de Château-Gontier en Anjou au XIIIe siècle. 

## Biographie
Jacques était encore mineur à la mort de son père, vers 1220. On ne le voit cité qu'en 1226, représenté par Mathieu II de Montmorency, seigneur de Laval, son oncle, qui se porte garant du consentement du jeune homme au partage du Perche. Jacques avait été précédemment sous la tutelle d'Amaury Ier de Craon. Si la note d'un Cartulaire de Philippe-Auguste rédigée alors que l'enfant avait douze ans est de la même année, 1226, on devrait croire que Jacques est né en 1214. C'est un fragment de généalogie établissant la parenté de l'héritier de Château-Gontier avec Guillaume du Perche, évêque de Châlons, seigneur du Perche, à la succession duquel il avait des droits. Les droits successifs du fils d'Alard IV de Château-Gontier sur le Perche, lui venaient de l'alliance de Renaud IV de Château-Gontier, son arrière-grand-père, avec Béatrix. fille de la première femme de Rotrou III du Perche, comte du Perche. Mais pour les faire valoir, il fallut procéder contre le roi de France, saint Louis, la reine Bérengère et Blanche de Navarre, filles du roi de Navarre, et contre la comtesse de Chartres, dame d'Amboise.
Par le partage définitif de cette succession qui eut lieu en 1230, Jacques de Château-Gontier eut la ville et le château de Nogent-le-Rotrou, une part du Bois-Porchet, le domaine de Longvilliers et de Montigny. Pour lui, en 1257, il céda à saint Louis tous les droits qu'il prétendait sur les comtés d'Alençon, du Perche et de Mortagne, et reçut en échange la terre de Maison-Maugis.
En 1237, il avait dû faire des excuses et payer amende à l'abbé de Saint-Aubin pour refus d'hommage, injures et vexations ; il eut ordre, en juin 1238, de rendre hommage au duc de Bretagne pour sa part du comté du Perche ; assista en 1239 aux conventions matrimoniales de Guy VII de Laval et de Philippe de Vitré ; convoqué comme chevalier banneret, en 1242, dans l'armée royale de Chinon, il accompagna saint Louis dans la campagne qui se termina par la défaite des Anglais, à Taillebourg et Saintes.
Le seigneur de Château-Gontier, qui avait des propriétés contiguës à celle du duc de Bretagne, racheta de l'abbaye des Clairets le droit d'usage dans ses bois au pays chartrain (1242) ; fit un échange avec l'abbaye de Clermont en Coudray ; et assista, en 1246, à Orléans, avec les autres barons angevins, au règlement du rachat des biens nobles ; de même, le 27 mai 1250, avec les « barons » du Craonnais, il décida les conditions de la sépulture de Maurice V de Craon, entre les abbayes de Bellebranche et de la Roë. Il fit encore avant la cession au roi de Nogent-le-Rotrou, en 1257, un accord avec le prieur de Saint-Denis pour le défrichement du bois de Verneuil.
Jacques de Château-Gontier épousa, en septembre 1239, Avoise de Laval, fille de Mathieu II de Montmorency. Son beau-père était en même temps son oncle, et s'était toujours efficacement occupé de ses intérêts, mettant à son service l'influence de sa haute situation de connétable de France, la première de l'État. Le contrat de mariage entre Jacques de Château-Gontier et Avoise de Laval assurait comme dot de l'épouse : la moitié de la ville de Meslay en dehors du château, tous les droits sur les chemins et passages de la châtellenie de Meslay, la Champagne du Maine, les fiefs de Craon, autrefois donnés à Avoise de Craon, épouse de Guy VI de Laval, la vairie de Quelaines et de Houssay, le fief de L. du Plessis, la foi et hommage d'Château de la Rongère (Saint-Sulpice), 1.200 livres de rentes sur le fief de Raoul de Thorigné au Bignon. L'alliance de Jacques de Château-Gontier avec Avoise de Laval était celle des trois baronnies de Laval, Château-Gontier et Craon. Avoise de Laval survécut à son mari, d'après un arrêt du Parlement qui lui assure la haute justice d'Hérouville, et vivait encore en 1270, à la Pentecôte.

### Famille
Avoise de Laval donna trois enfants à son mari :
1. Renaud, mort jeune, signalé par Ménage, sans enfants ;
2. Emmette, épousa, non en 1248, mais en 1259, Geoffroy de la Guerche, seigneur de la Guerche et de Pouancé, et convola en 1264 avec Girard Chabot, fils de Richard, seigneur de Retz, avec qui elle vendit en 1265 à l'archevêque de Tours ce qu'ils possédaient au fief de Craon. Elle était morte en 1271 ;
3. Philippe, épousa N. de Lonray, et vivait encore en 1319, en procès avec les enfants de Bouchard de Laval, seigneur d'Attichy. Elle est dame de Maison-Maugis, de Domo-Maugis[2]

Geoffroy de la Guerche et Emmette de Château-Gontier eurent Jeanne de la Guerche, dame de la Guerche, de Pouancé et de Château-Gontier, femme de Jean Ier de Brienne (+1306), vicomte de Beaumont-au-Maine et baron de Sainte-Suzanne : ils figurent dans les ancêtres des rois de la Maison de Bourbon (la grand-mère paternelle d'Henri IV étant Françoise d'Alençon, et les Valois-Alençon étant eux-mêmes issus par les femmes des Beaumont-au-Maine).

## Source
- Abbé Angot, Baronnie de Château-Gontier, 1915